# Blacus redactus
Blacus redactus är en stekelart som beskrevs av Van Achterberg 1976. Blacus redactus ingår i släktet Blacus, och familjen bracksteklar. Inga underarter finns listade.